# Éric Alauzet
Éric Alauzet, né le 7 juin 1958 à Nancy (France), est un homme politique français.
D’abord membre des Verts, il exerce plusieurs mandats locaux à partir de 1990, en particulier dans la ville de Besançon et au conseil régional de Franche-Comté. Élu député de la deuxième circonscription du Doubs en 2012, il est membre du groupe écologiste puis socialiste. Il est réélu lors des élections législatives de 2017, après lesquelles il siège au sein du groupe La République en marche. La liste qu'il conduit aux élections municipales de 2020 à Besançon échoue au second tour. Eric Alauzet ne se représente pas aux élections législatives anticipées de 2024. 

## Parcours politique

### Premiers mandats locaux
Éric Alauzet devient conseiller municipal de Besançon le 24 septembre 1990, à la suite de la démission d’un membre du conseil municipal. Dans le cadre des municipales de 2001, il mène une liste Les Verts face au PS de Jean-Louis Fousseret et au RPR Jean Rosselot. À l'issue du premier tour, il obtient 16 % des voix arrivant troisième, contraignant les socialistes à une fusion négociée au second tour puisque Rosselot cumulant à près de 20 % est en position de gagner en cas de fusion avec les centristes de l'UDF. L'une des décisions alors actée lors de cet arrangement est la tenue d'un référendum quant à la création de la gare de Besançon Franche-Comté TGV, position soutenue par le PS mais rejetée par Les Verts, ou le développement de la gare de Besançon-Viotte, aux soutiens logiquement inversés ; le 6 novembre 2001, plus de deux électeurs sur trois rejettent la création d'une nouvelle gare, décision qui ne fut pas respectée. Avec neuf conseillers municipaux au sein de la majorité dont trois adjoints, Les Verts devient la troisième force politique de la mairie.
Éric Alauzet est candidat aux élections cantonales de 2008 pour le canton de Besançon-Est, sous l'étiquette EÉLV et soutenu par le PS face au sortant UMP Jacques Grosperrin ; il crée la surprise en gagnant et obtient environ 52,5 % des voix contre 47,5 % pour son adversaire pourtant en tête au premier tour, sur fond d'une abstention de près de 50 %.

### Député du Doubs

#### Législature 2012-2017

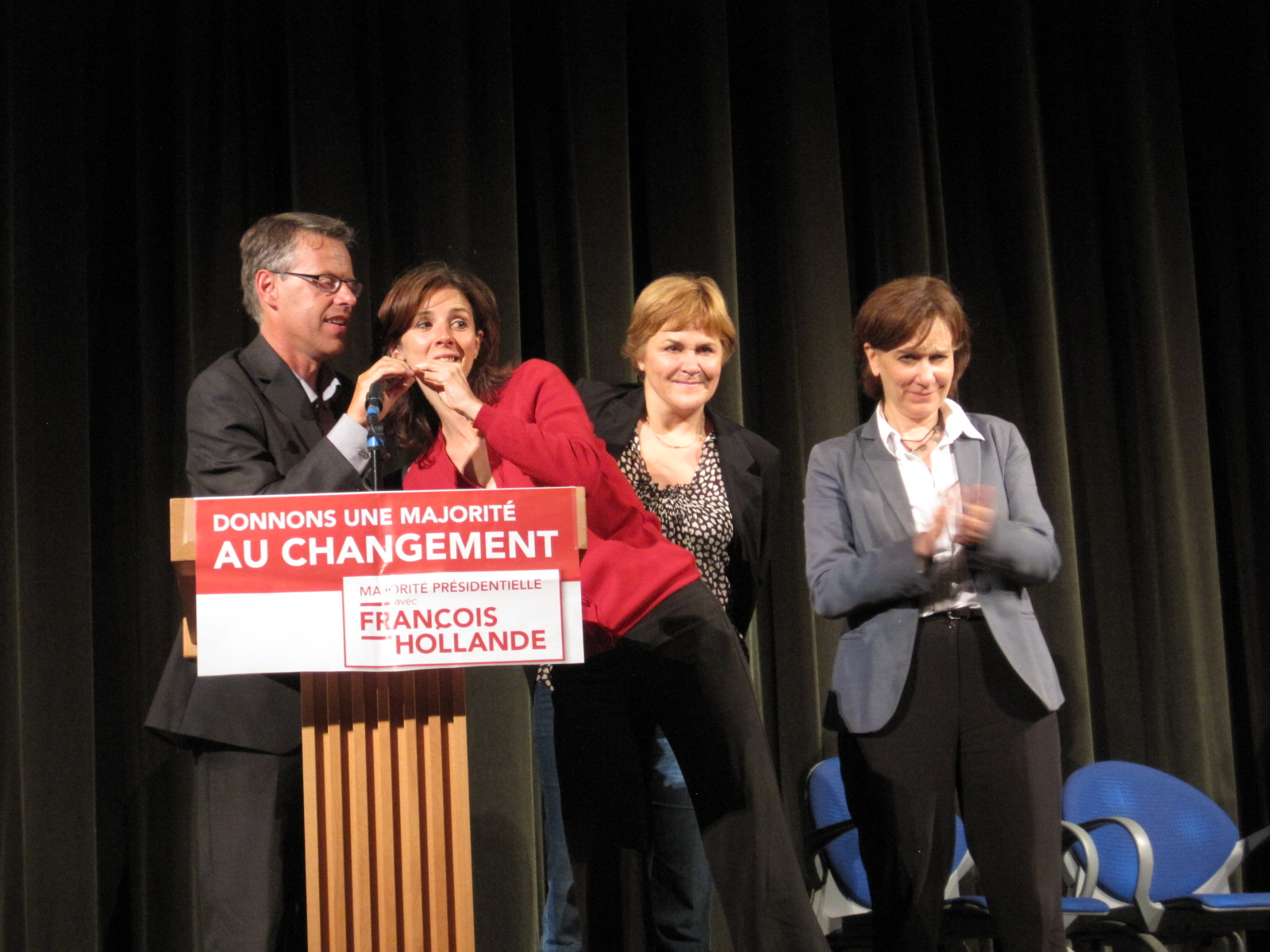
Éric Alauzet, Barbara Romagnan, Dominique Voynet et Laurence Rossignol lors de la campagne pour les élections législatives de 2012.

Dans le cadre d'un accord national, le PS et Europe Écologie Les Verts (EÉLV) décident de se partager les candidatures dans le Doubs aux législatives de 2012 afin de maximiser les chances de victoires de la gauche,. Éric Alauzet est alors pressenti pour être candidat à la deuxième circonscription du Doubs,, son camp estimant ses chances de l'emporter après les scores aux municipales de 2001 et aux cantonales de 2008.
Toutefois, localement, le PS s'oppose à cette optique, et plusieurs crises internes importantes résultent de la situation : Jean-Louis Fousseret annonce dès 2011 sa volonté de récupérer en plus de ses fonctions ce siège de député,, une motion est majoritairement adoptée par les militants socialistes bisontins pour exiger l'annulation de l'attribution,, le président PS du conseil général de Haute-Saône Yves Krattinger annonce vouloir aussi se présenter, plusieurs adjoints au maire de Besançon annoncent publiquement faire défection de tout soutien à l'écologiste, puis Fousseret tente de s'imposer invoquant son scepticisme quant à la victoire de son allié allant jusqu'à escompter une liste dissidente que seule la menace d’une exclusion fait reculer in-extremis quatre semaines avant le scrutin. Barbara Romagnan, candidate PS sur la première circonscription du Doubs et une des rares à ne pas prendre position contre Aulauzet, tente d'apaiser les choses, relais pris par le premier concerné à la suite de la victoire de François Hollande parlant d'une union indispensable, alors que d'autres recours pour invalider l'accord PS-EÉLV échouent, le confortant définitivement comme candidat. Plusieurs conférences sont organisées, et surtout un grand débat France Bleu/MaCommune.info face au sortant UMP Jacques Grosperrin. Alauzet est élu député de justesse avec 50,12 % des voix, Grosperrin échouant à 89 voix près à la suite d'un recours avec 49,88 %.
En août 2015, Laurent de Boissieu le situe à la « droite pro-gouvernementale » du groupe écologiste. Le 19 mai 2016, avec cinq autres députés, il quitte le groupe écologiste, provoquant sa dissolution, et rejoint le groupe socialiste. Bien que toujours membre d'EÉLV, il choisit dans le cadre de la primaire citoyenne de 2017 de soutenir François de Rugy, alors que son parti a déjà désigné Yannick Jadot comme candidat officiel. Une fois Benoît Hamon élu, il mène de son propre aveu une « campagne minimaliste » ; il soutient Emmanuel Macron au second tour.

#### Législature 2017-2022
Il est réélu député de la 2e circonscription du Doubs aux élections législatives françaises de 2017 avec 66,12 % des voix, sous l'étiquette « majorité présidentielle », dans une circonscription où La République en marche (LREM) a choisi de ne présenter aucun candidat face à lui, alors que EÉLV lui retire son investiture. Il est le seul député EÉLV de la XVe législature et siège comme membre du groupe parlementaire LREM. Il est membre de la commission des Finances, de l'Économie générale et du Contrôle budgétaire. 
En octobre 2017, il s'associe à Blandine Brocard pour réclamer un moratoire avant d'étendre les obligations vaccinales pour les jeunes enfants, comme prévu par le gouvernement. Après six mois de législature, il est le 11e député le plus actif selon le classement établi par Capital. Défendant les réformes fiscales du gouvernement sur les retraites, il déclare en mars 2018 au journal le Parisien : « Les retraités d’aujourd’hui font partie d’une génération dorée. Et s'ils ont travaillé toute leur vie, ça ne suffit pas comme argument au moment où il faut trouver de l'argent pour renflouer les caisses de l'État » ; cette déclaration, dans laquelle il précise toutefois des compensations et des efforts répartis, fait polémique, l'amenant à réitérer en détail ces explications et à présenter des excuses « si le terme a pu blesser ou choquer ».
En juillet 2019, il vote contre la ratification de l'Accord économique et commercial global, dit CETA, estimant que ce texte « ne permet pas de répondre aux enjeux actuels, au premier rang desquels le climat et la biodiversité. » Candidat en 2022 à un troisième mandat, il bat au second tour des législatives le boulanger Stéphane Ravacley avec 52,26 % des suffrages. Son mandat est écourté par la dissolution de l'Assemblée nationale décidée le 9 juin 2024 ; d'abord candidat à sa réélection, il renonce et passe le relai à Benoît Vuillemin, maire de Saône.

### Élections municipales de 2020 à Besançon
En décembre 2018, Éric Alauzet annonce son intention de briguer l'investiture LREM en vue des élections municipales de 2020 à Besançon. Il est notamment soutenu par Fannette Charvier, députée de la 1re circonscription du Doubs, par des conseillers municipaux et par la plupart des militants LREM locaux,. Il est investi par le parti en juillet 2019. Alors qu'il était en concurrence avec Alexandra Cordier, référente départementale LREM depuis 2016 et conseillère du maire sortant Jean-Louis Fousseret (LREM) avec qui Éric Alauzet est en froid depuis plusieurs années, sa désignation suscite des tensions au sein du bureau exécutif du parti au sujet de la parité,. Alexandra Cordier maintient sa candidature et se voit ainsi exclure de LREM, mais conserve le soutien de Jean-Louis Fousseret : selon Mediapart, elle est « persuadée d’incarner le renouveau prôné par son parti » et « sa demande de briguer le poste de première adjointe a été refusée par l’équipe Alauzet ».
Dans son programme municipal, Éric Alauzet se dit notamment favorable à équiper les policiers municipaux d'armes létales.
Un temps favori, il arrive en troisième position au premier tour, avec 18,9 % des voix, et se maintient au second tour pour une triangulaire,. Alors que la liste LREM dissidente a obtenu 4,5 % des voix, il dénonce « un sabotage local » et accuse implicitement Jean-Louis Fousseret d’être responsable de la situation. Deux de ses colistiers appellent à voter pour le candidat LR, tandis que la liste d'union de la gauche fait figure de favorite. Durant la campagne avant le second tour, dans la nuit du 29 au 30 mai, deux voitures sont incendiées sur le parking de l'immeuble où il habite. Un groupuscule anarchiste revendique l'acte, estimant avoir incendié le véhicule personnel d'Alauzet ; ce n'est cependant pas le cas, les incendiaires ayant fait erreur. Il échoue en troisième position au second tour, avec 14,55 % des voix.
Éric Alauzet démissionne du conseil municipal de Besançon en septembre 2020, expliquant vouloir passer la main à une nouvelle élue et s'investir davantage dans son mandat de député.

## Détail des mandats et fonctions
- député pour la 2e circonscription du Doubs . (2012-2024) ;
- conseiller municipal de Besançon (1990-2020), délégué aux relations avec les institutions. (2014-2020) ;
- adjoint au maire de Besançon chargé de l’énergie et des espaces verts. (2001-2008) ;
- conseiller communautaire de Grand Besançon Métropole , commission économie, emploi-insertion, enseignement supérieur et recherche. (1993-2020) ;
- conseiller régional de Franche-Comté. (1998-2004) ;
- vice-président du conseil général du Doubs chargé du logement. (2008-2014) ;
- conseiller général du Doubs pour le canton de Besançon-Est.